# Édouard Vilar
Édouard Vilar est un homme politique français né le 26 juillet 1847 à Prades (Pyrénées-Orientales) et décédé le 28 janvier 1930 à Paris.
Avocat, il est maire de Prades en 1884 et conseiller général du canton d'Olette en 1887, accédant directement au siège de président du conseil général. Il est député des Pyrénées-Orientales, inscrit au groupe de la Gauche radicale, de 1885 à 1891, et sénateur, inscrit au groupe de la Gauche démocratique, de 1891 à 1927.

## Sources
- « Édouard Vilar », dans Adolphe Robert et Gaston Cougny, Dictionnaire des parlementaires français, Edgar Bourloton, 1889-1891 [détail de l’édition]
- « Édouard Vilar », dans le Dictionnaire des parlementaires français (1889-1940), sous la direction de Jean Jolly, PUF, 1960 [détail de l’édition]